# Єзуцький заказник
Є́зуцький заказник — ландшафтний заказник місцевого значення в Україні. Об'єкт природно-заповідного фонду Сумської області. 
Розташований у межах Конотопського району Сумської області, між селами Лисогубівка, Сарнавщина, Заводське та Вирівка. 

## Загальні відомості
Площа 669,3 га. Створений рішенням виконкому Сумської обласної Ради народних депутатів від 21.12.1983 р.№ 407. Перебуває у віданні Вирівської сільської ради. 
Заказник являє собою комплекс лісової, чагарникової та болотної рослинності у заплаві річки Єзуч. В минулому тут видобувався торф. Основу рослинного покриву становлять зарості очерету та болотного високотрав'я (гадючника в'язолистого, кропиви дводомної). На підвищених ділянках представлені невеликі за площею ділянки лісу. Значні площі займають угруповання верби попелястої. 
Єзуцький заказник входить до складу регіонального ландшафтного парку «Сеймський». 

## Галерея

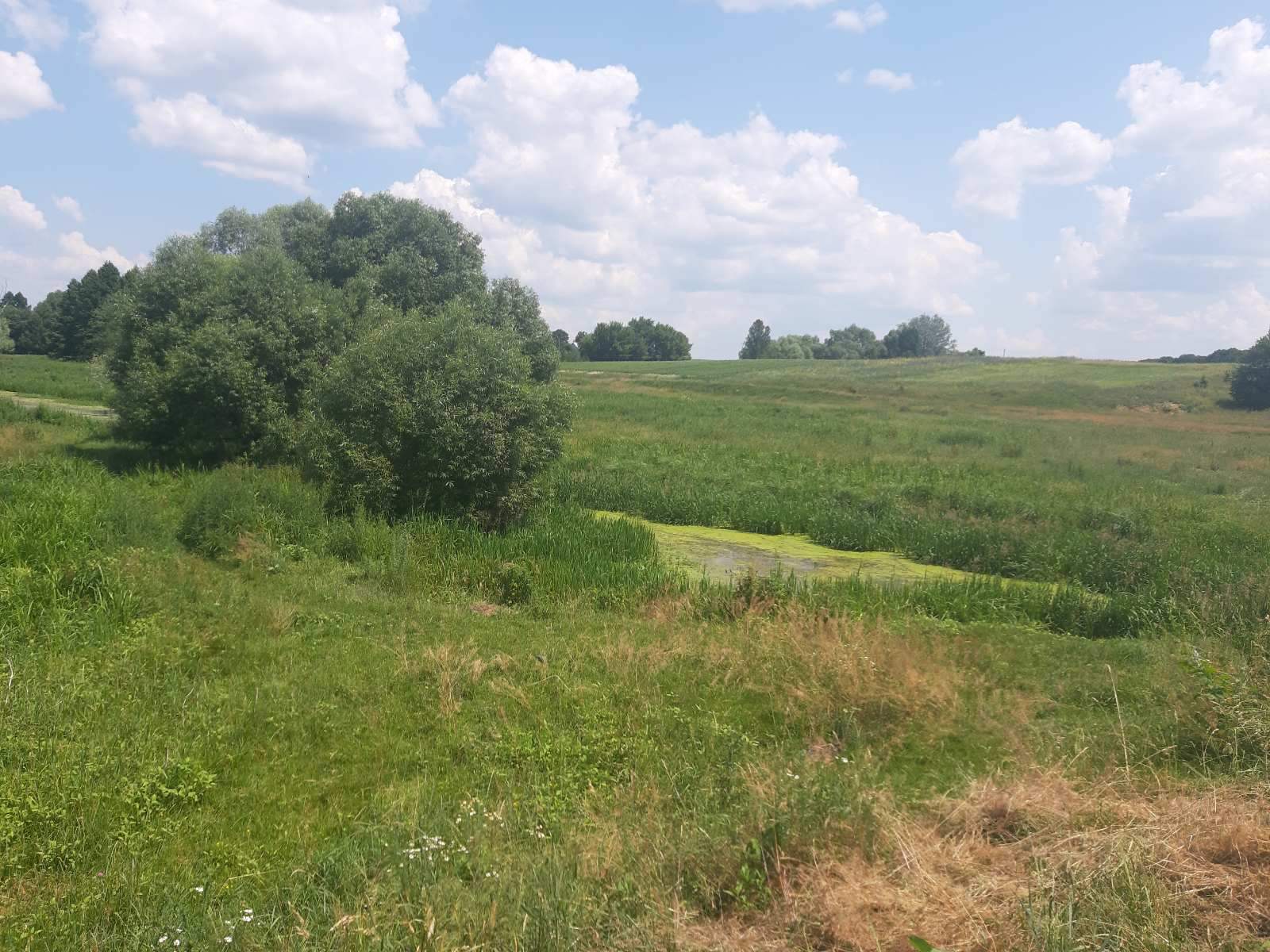
Єзуцький ландшафтний заповідник
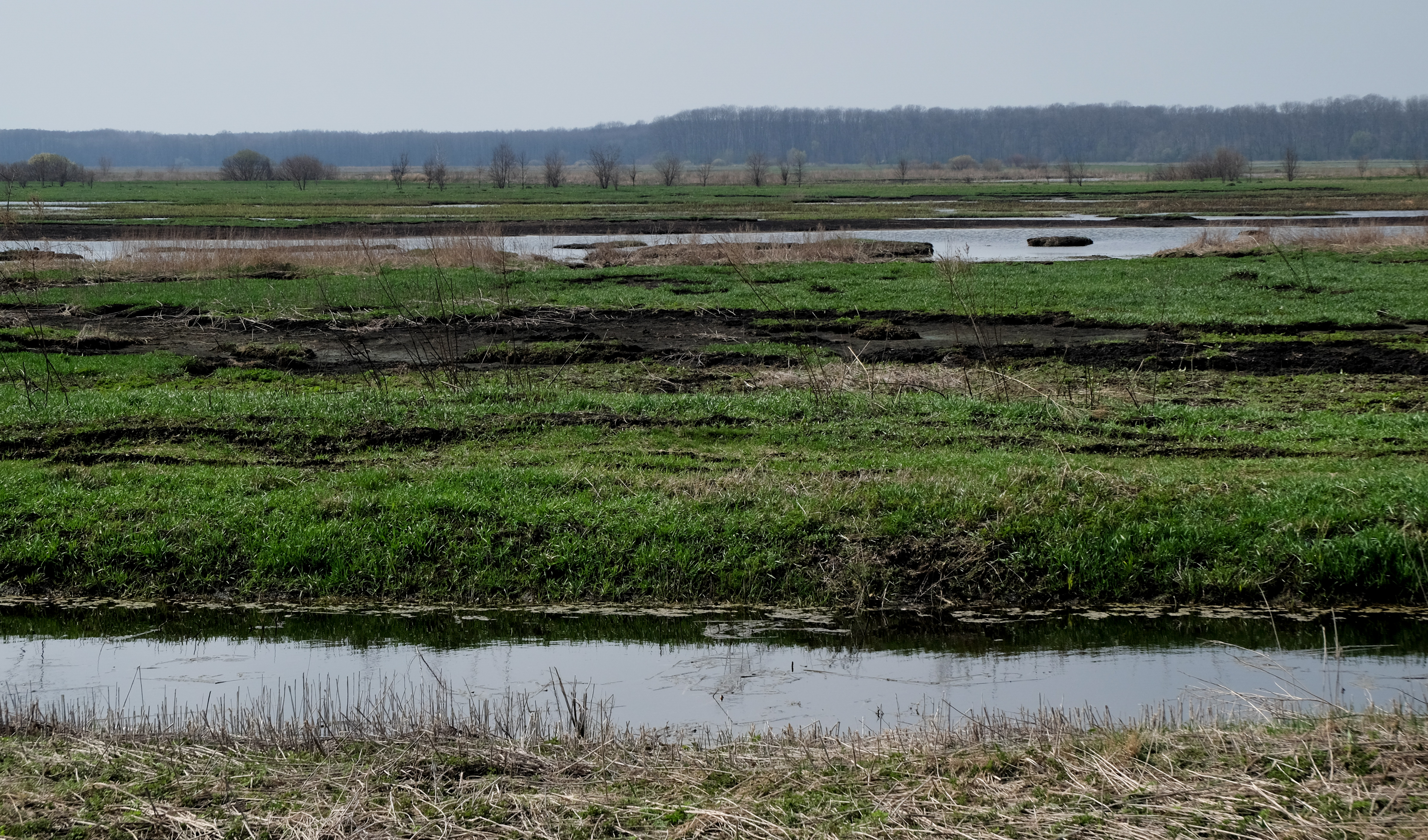
Водяний канал в торф'яному полі біля с. Вирівка
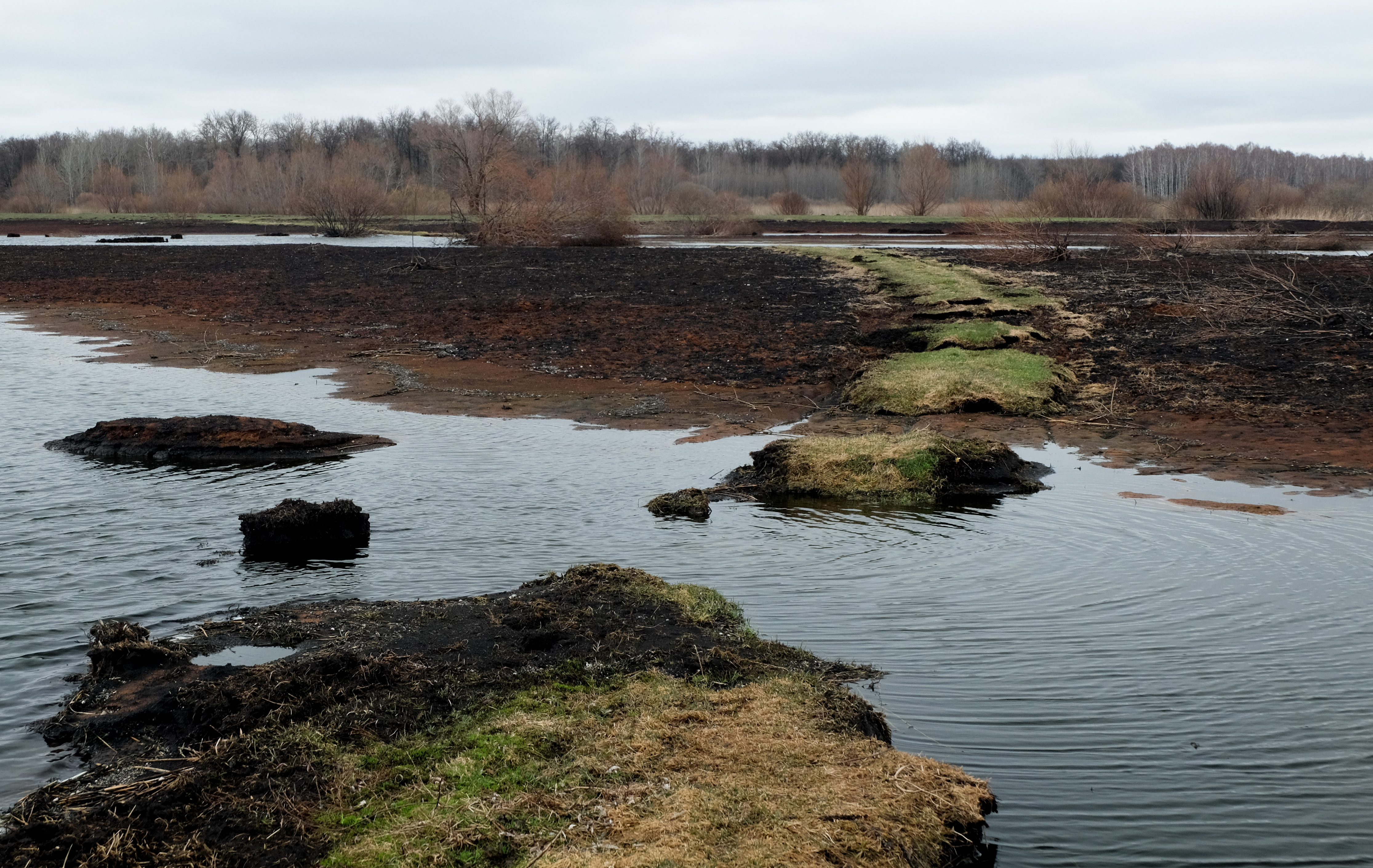
Дорога на торф'яному полі після пожежі біля с. Сарнавщина, вигляд в напрямку с. Кузьки
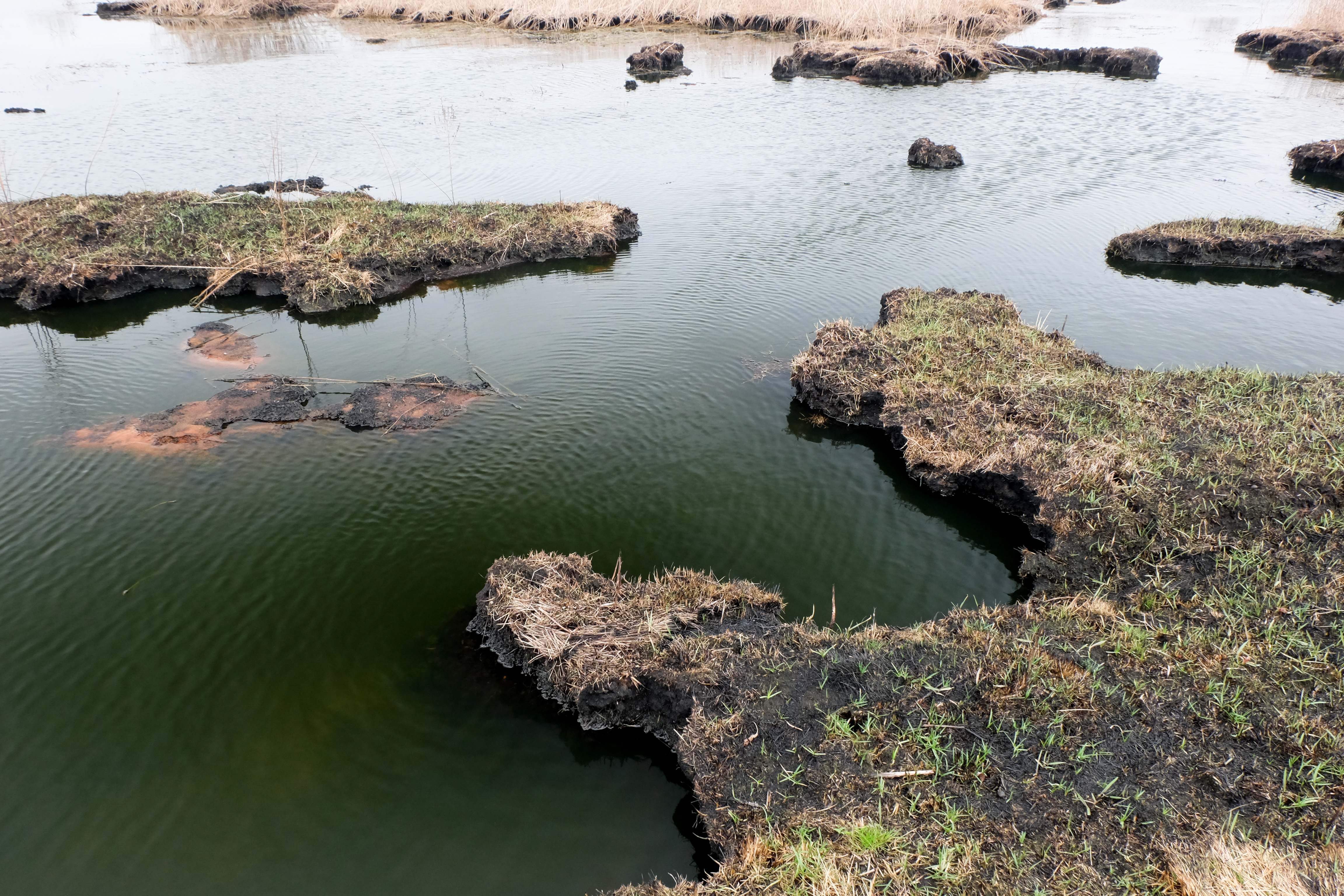
Вигорілі ділянки торф'яного поля біля с. Сарнавщина